# Ящик для письменных принадлежностей (Ямницер)
«Ящик для письменных принадлежностей» (нем. Schreibzeug) — серебряный ящик работы немецкого ювелира Венцеля Ямницера (1508-1585). Создан около 1560/1570 года в Нюрнберге. Хранится в Кунсткамере в Музее истории искусств, Вена (инвент. номер УК 1155).
На отделениях крышки шкатулки изображены серебряные насекомые, улитки, мидии, краб, лягушка, две ящерицы и даже одна мышь. На внешних сторонах среди растительных гирлянд также размещены мелкие животные. Звери выполнены с использованием техники «слепков природы» (le style rustique), которая была особенно популярна в искусстве XVI века в Северной Италии (в частности в Падуе) и Нюрнберге. Тушки маленьких зверей обмазывались глиной и обжигались. При такой процедуре природный образец сгорал дотла, оставляя свой отпечаток на внутренней стороне глины, которая потом заполнялась жидким металлом для отливки.
Внутри этого ящика хранились письменные принадлежности. Ящик принадлежал эрцгерцогу Фердинанду II Тирольскому (1529-1595), который имел страсть к «слепкам природы».